# Route 104 (Nouveau-Brunswick)
Pour les articles homonymes, voir Route 104.
La route 104 est une route secondaire du Nouveau-Brunswick située dans l'ouest de la province, dans la région de Hartland. Elle a une longueur totale de 83 km (52 mi).

## Description du tracé
La route 104 débute à Hartland, sur la route 130. Elle longe d'abord le ruisseau Becaguimec en ayant de nombreuses courbes. Elle bifurque ensuite vers le sud-est à Lower Windsor. Aux alentours de  Cloverdale, elle traverse une région montagneuse avant d'entrer dans une région plus ou moins agricole près de Maplewood. Elle suit alors la branche est de la rivière Nackawic, puis passe près du Lac Greenhill. À Burtts Corner, elle tourne vers le sud-est avant de finir son tracé sur la route 105, à Keswick.

## Intersections majeures
| Comté    | Ville              | km    | Destinations                             | Notes                       |
| -------- | ------------------ | ----- | ---------------------------------------- | --------------------------- |
| Carleton | Hartland           | 0,00  | NB-130 – Florenceville-Bristol, Hartland |                             |
| Carleton | Brighton           | 7,10  | NB-570 nord – Gordonsville               | Terminus sud de la NB-570   |
| Carleton | Brighton           | 10,40 | NB-580 nord – Glassville                 | Terminus sud de la NB-580   |
| Carleton | Brighton           | 21,80 | NB-575 ouest – Hartland                  | Terminus est de la NB-575   |
| York     | Nackawic-Millville | 41,90 | NB-585 ouest – Woodstock                 | Terminus est de la NB-585   |
| York     | Nackawic-Millville | 45,00 | NB-605 sud – Nackawic                    | Terminus nord de la NB-605  |
| York     | Central York       | 51,10 | NB-610 sud                               | Terminus nord de la NB-610  |
| York     | Central York       | 66,70 | NB-616 est – Keswick Ridge               | Terminus ouest de la NB-616 |
| York     | Central York       | 72,80 | NB-617 nord                              | Terminus sud de la NB-617   |
| York     | Central York       | 82,50 | NB-105 – Fredericton, Mactaquac          |                             |
|          |                    |       |                                          |                             |